# Green's Bridge
Il Green's Bridge ("Ponte di Green" in italiano) è un ponte che attraversa il fiume Nore a Kilkenny, città della irlandese. Inaugurato nel 1766, non è un ponte pedonale, ma è adibito al transito esclusivo dei veicoli; e spesso è molto trafficato. 

## Storia
Il ponte fu costruito nel 1766 su un progetto di George Smith. Il primo ponte costruito nella zona, tra il 1100 ed il 1200, si chiamava Great Bridge of Kilkenny; ma fu ricostruito più volte a causa di alluvioni.
Il Green's Bridge ha una struttura simmetrica sorretta da 5 archi semicircolari e costruita in calcare.
Nel 1969, per risolvere il problema dell'eccessivo traffico di automobili che si veniva a formare sul ponte, fu deciso di allargare il ponte allineandolo.